# Le Gueux
 Le Gueux est une nouvelle de Guy de Maupassant, parue en 1884.

## Historique
Le Gueux est un conte publié dans le quotidien Le Gaulois du 9 mars 1884, puis dans le recueil Contes du jour et de la nuit.

## Résumé
Depuis quarante ans, Cloche, un infirme, mendie dans les hôtels. Il vit depuis ses 15 ans avec des béquilles car il s'est fait écraser les jambes par une voiture. Ce jeune garçon a été élevé à charité, ayant été retrouvé au bord de la route.  Il se faisait rejeter par les villageois et par les policiers car il posait trop de problèmes dans le village. 
Depuis deux jours, il n'a rien mangé et il vient se rabattre au coin d'un fossé, le long de la cour de maître Chiquet. Voyant passer des poules noires, il a l’envie d’en tuer une pour la manger juste après. Il y parvient, mais Chiquet le frappe, et les gens de la ferme font de même. On l’enferme dans le bûcher et on attend la venue des gendarmes.
Le lendemain, deux gendarmes arrivent et l’emmènent. Le surlendemain, Cloche meurt.

## Éditions
- 1884 - Le Gueux, dans Le Gaulois
- 1885 - Le Gueux, dans Contes du jour et de la nuit aux éditions Marpon-Flammarion, coll. Bibliothèque illustrée.
- 1885 - Le Gueux, dans La Vie populaire, hebdomadaire du Petit Parisien.
- 1974 - Le Gueux, dans Maupassant, Contes et Nouvelles, tome I, texte établi et annoté par Louis Forestier, éditions Gallimard, Bibliothèque de la Pléiade.